# Brant Weiss
Brant Meade Weiss (* 8. Juni 1995) ist ein ehemaliger US-amerikanischer American-Football-Spieler. Er spielt auf der Position des Tackles, zuletzt für die Los Angeles Chargers in der National Football League (NFL).

## Karriere
Weiss besuchte von 2013 bis 2017 die University of Toledo, wo er College Football für die Toledo Rockets spielte. In seinem ersten Jahr saß er als Redshirt aus, 2014 sah er keine Spielzeit. 2015 spielte er als Ersatzspieler in elf Spielen, ehe er 2016 in fünf Spielen als rechter Tackle startete. 2017 startete er alle 14 Spiele als rechter Tackle. Er half den Rockets, die beste Offense der Mid-American Conference (MAC) zu stellen und wurde für seine Leistungen zum First-team All-MAC gewählt. Insgesamt spielte er in 36 Spielen für die Rockets.
Nachdem Weiss im NFL Draft 2018 nicht ausgewählt wurde, verpflichteten ihn die Arizona Cardinals. Am 1. September 2018 wurde er entlassen. Im Anschluss spielte er für die Arizona Hotshots in der Alliance of American Football (AAF), bis die Liga Anfang April 2019 den Spielbetrieb einstellte. Mitte April 2019 wurde Weiss erneut von den Cardinals verpflichtet. Am 9. Mai 2019 wurde er entlassen. Ende Juni 2019 verpflichteten die Los Angeles Chargers Weiss. Im Rahmen der finalen Kaderverkleinerung vor Beginn der Regular Season wurde er entlassen.